# I. SSK Maribor
1. slovenski športni klub Maribor ali preprosto I. SSK Maribor je bil nogometni klub iz Maribora. Klub je bil ustanovljen leta 1919. I. SSK Maribor je imel ostro rivalstvo z NK Železničar Maribor. 
Klub je 28. junija 1919 ustanovil Ivo Vauda, takrat najboljši slovenski nogometaš v Mariboru .   Drago Kolbl je bil prvi predsednik kluba. I. SSK Maribor je veljal za naslednika ŠD Maribor.  Prvo tekmo so odigrali 11. julija 1919 proti mariborski nemški ekipi SK Hertha, ki jo je I. SSK Maribor zmagal z 2–1. Prvo uradno tekmo so odigrali proti še eni nemški ekipi iz Maribora Rapidu . Prvo tekmo je Rapid dobil s 5:0, na drugi pa I. SSK Maribor z 2:1.  Prvo mednarodno tekmo so odigrali 1. julija 1922 proti Grazer AK . Tekma se je končala z izidom 2–2. Potem ko so šestkrat končali kot podprvaki, so v sezoni 1930–31 končno prvič zmagali v Slovenski republiški nogometni ligi .   V sezonah 1932–33 in 1938–39 so osvojili še dva naslova. Klub je bil razpuščen ob začetku druge svetovne vojne v Jugoslaviji.  

## Stadion
Klub ni imel svojega igrišča vse do leta 1920, ko so igralci pomagali urediti nogometno igrišče na območju Ljudskega vrta.  

## Trofeje
- Slovenska republiška liga

Zmagovalci (3): 1930–31, 1932–33, 1938–39
Drugouvrščeni (7): 1921–22, 1922–23, 1923–24, 1927–28, 1928–29, 1929–30, 1939–40
- Slovenski republiški pokal

Zmagovalci (2) : 1925, 1929
Podprvaki (1): 1926